# 寶心寺
寶心寺（ほうしんじ）は岐阜県中津川市付知町にある高野山真言宗の寺院。山号は藤戸山。

## 歴史
鎌倉時代に建立された大威徳寺の末寺として付知村の虚空蔵山の山頂に虚空蔵菩薩を本尊として開創された。
寺号は、真言宗の経典「般若理趣経」の第五段にある「三昧耶寶心」に由来すると伝えられた古刹であったが、
永禄12年（1569年）、苗木城主の遠山直廉は武田信玄より、飛騨国益田郡の領主三木自綱の弟で、武田氏から離反した三木次郎右衛門尉を攻めるように命じられたため、飛騨国益田郡に侵攻した際の大威徳寺の戦いや、
天正13年11月29日（1586年1月18日）に発生した天正地震により大威徳寺とともに大きな被害を受けて廃寺になったとみられる。
昭和25年（1950年）、付知町の篤信の有志が高野山金剛峰寺に再興を懇願したことで、高野山の管長猊下の命により、中興開山することとなった。
昭和26年（1951年）、山門の右手に本堂が完成し、光城和尚が招聘されて再興を果たした。
内陣の飾り付けは荘厳で、左右控えの間に設けた板戸に彩色画が施されているのは寺院としては稀である。

## 境内

### 薬師堂
厨子入りの薬師如来坐像は、服に菊花が刻まれており、兵庫県たつの市にある稲富山 圓融寺からもたらされたものである。
また薬師堂に安置されている霊石は、中興後に付近の住民が付知川で発見したもので、「瑠璃光さすり仏」として崇め、祈願すれば不思議な効験が得られるという。例年5月13日には霊石法要が行われ、真言密教秘伝の「ほうろく灸」を授けている。

### 稲荷社
稲荷社は、弘法大師が本地垂迹した両部神道による信仰である。
稲荷大神は、伊勢神宮の外宮または、熊野三山の奥宮の玉置神社の三所権現とも言われる。

## 寺宝
大阪府岸和田市の久米田寺所蔵であった伝明兆作の十六羅漢図を有する。岐阜県指定重要文化財である。

## 関連リンク
- 十六羅漢　岐阜県ホームページ